# よしみん
よしみん（ラテン文字表記：Yoshiming）は、埼玉県比企郡吉見町の公式マスコットキャラクター（ゆるキャラ）である。漢字では吉見運と綴る。

## 特徴
いちごの妖精で頭のツブツブは国指定史跡の吉見百穴になっており、お腹の2537は日本一の荒川の川幅を表している。キャラクターは吉見町商工会より公募され、160作品の中から群馬県太田市の女性がデザインしたものが採用された。なおいちごは吉見町の特産品である。ゆる玉応援団の団員No.17。また、埼玉県の「けんこう大使」にも任命されている。

## プロフィール
- 名前 - よしみん[3]
- 誕生日 - 1月15日（いーいちごの語呂から）
- 性別 - 不明（ヒミツ）[3]
- 身長 - 不明（時により変化する）
- 体重 - 不明（時により変化する）
- 血液型 - （ビタミン）C型[3]
- 性格 - 元気で無口
- 趣味 - 吉見百穴を探検することとヒカリゴケの観察すること。
- 特技 - 吉見音頭を踊ること。
- 任務 - 観音様の整備や、イチゴハウスの巡視。
- 肩書き - 吉見町PR大使
- その他 - 妖精なので普段見ることはできない。 ただし幸運（ベリーラッキー）な時に見られる場合があるという。
- ゆる玉応援団 - 団員No.17

## 関連グッズ
ステーショナリーなどのグッズが開発されているほか、特産品の苺を使った菓子類も販売されている。
- 光るマスコット
- ストラップ
- ぬいぐるみ
- ワッペン
- タオル
- Tシャツ
- ジャンパー

## その他
東武鉄道は2014年5月1日、東京都および埼玉県内を運行する東武東上本線が100周年を迎えたことを記念し、東武50000系電車（10両1編成）を使用して東武東上線の沿線25自治体32キャラクターを車両側面にラッピングした「キャラクタートレイン」を東上本線の池袋-森林公園間を中心に2014年7月1日から2015年3月31日までの間運行され、吉見町は東武東上線の沿線自治体ではないが、「よしみん」もその32キャラクターに含まれた。